# Hans-Joachim von Stumpfeld
Hans-Joachim von Stumpfeld (* 7. Mai 1881 in Weissenfels; † 26. Mai 1968 in Hamburg) war ein deutscher Generalleutnant der Wehrmacht.

## Leben
Hans-Joachim von Stumpfeld trat Anfang 1901 in das Heer ein und wurde 1902 im Holsteinischen Feldartillerie-Regiment Nr. 24 zum Leutnant befördert. Anfang 1933 wurde er als Oberst aus dem Reichsheer verabschiedet. 
Am 3. Januar 1939 wurde er zum Kommandeur des Wehrkreis X (Hamburg) ernannt. Von September 1939 bis Februar 1940 war er Kommandeur des Artillerie-Regiments 225 in der 225. Infanterie-Division. Im Oktober 1940 war er, mittlerweile Generalmajor, für zwei Tage Kommandeur der 6. Infanterie-Division. Anschließend folgte er Kurt Herzog für fast drei Jahre als Artilleriekommandeur 108 (Arko 108). Unter seiner Gruppe waren u. a. das Hauptquartier der 3. Armee, die 403. Sicherungs-Division und die 213. Infanterie-Division vereint und kämpften so an der Ostfront. Die Gruppe von Stumpfeld war der Heeresgruppe Don zugeteilt. Unter seinem Kommando kämpfte die nach ihm benannten Infanterie-Division Stumpfeld von Dezember 1942 bis Februar 1943 in Stalingrad. Ende Mai 1943 wurde er aus der Wehrmacht verabschiedet. 
Er war seit 1919 mit Anna-Luise von Raven (* 1897) verheiratet.

## Auszeichnungen (Auswahl)
- Eisernes Kreuz I./II. Klasse
- Königlicher Hausorden von Hohenzollern, Ritterkreuz mit Schwertern
- Deutsches Kreuz in Gold (3. Februar 1943)